# Associazione Calcio Legnano 1995-1996
Questa pagina raccoglie le informazioni riguardanti l'Associazione Calcio Legnano nelle competizioni ufficiali della stagione 1995-1996.

## Stagione
Nella stagione 1995-1996 la panchina viene affidata a Renzo Contratto. Sul fronte del calciomercato, sono acquistati i difensori Gianluca Dall'Orso e Marco Zaffaroni, il centrocampista Giovanni Pilato e l'attaccante Gianni Testa.
Nella stagione 1995-1996 il Legnano disputa il girone A della Serie C2, piazzandosi al 14º posto con 34 punti. Il pessimo ruolino di marcia non migliora neppure con l'esonero di Renzo Contratto, che viene sostituito dalla coppia Giovanni Sacchi-Mauro Bicicli. Il torneo è vinto con 67 punti dal Novara, che ottiene la promozione diretta in Serie C1, affiancato dall'Alzano Virescit, che si invece impone nei play-off.
Il Legnano disputa i play-out con il Pergocrema, pareggiando la prima partita. Tre giorni prima della gara decisiva viene a mancare il presidente lilla Ferdinando Villa, morto per un aneurisma. In condizioni psicologiche difficili i legnanesi sono sconfitti dai cremaschi (1-0) ripiombando, dopo tre anni, tra i dilettanti. Ritorneranno tra i professionisti dopo quattro stagioni, dopo aver vinto il campionato nella stagione 1999-2000. A Ferdinando Villa la città di Legnano intitolerà in seguito la piscina comunale. In Coppa Italia Serie C il Legnano è invece eliminato dal Saronno al primo turno.

## Divise e sponsor
| Casa |

## Organigramma societario
Area direttiva
- Presidente: comm. Ferdinando Villa
- Direttore generale: Mauro Bicicli

Area tecnica
- Allenatore: Renzo Contratto, a seguire Giovanni Sacchi e Mauro Bicicli

## Rosa
| N. |                   | Ruolo | Calciatore              |
| -- | ----------------- | ----- | ----------------------- |
|    | Italia (bandiera) | D     | Gianluca Bestetti       |
|    | Italia (bandiera) | A     | Fabrizio Bresciani      |
|    | Italia (bandiera) | D     | Simone Cominetti        |
|    | Italia (bandiera) | A     | Alessandro Cozzi        |
|    | Italia (bandiera) | P     | Valentino Cuccunato     |
|    | Italia (bandiera) | C     | Giovanni Cusatis        |
|    | Italia (bandiera) | D     | Gianluca Dall'Orso      |
|    | Italia (bandiera) | C     | Massimiliano De Ambrogi |
|    | Italia (bandiera) | C     | Rocco Antonio Divella   |
|    | Italia (bandiera) | C     | Bartolomeo Foglio       |
|    | Italia (bandiera) | A     | Roberto Marri           |

| N. |                   | Ruolo | Calciatore             |
| -- | ----------------- | ----- | ---------------------- |
|    | Italia (bandiera) | D     | Roberto Maurino        |
|    | Italia (bandiera) | A     | Massimiliano Menegatti |
|    | Italia (bandiera) | C     | Mirko Molena           |
|    | Italia (bandiera) | C     | Federico Mura          |
|    | Italia (bandiera) | C     | Alessandro Oldani      |
|    | Italia (bandiera) | C     | Giovanni Pilato        |
|    | Italia (bandiera) | C     | Ulisse Raza            |
|    | Italia (bandiera) | D     | Mauro Salvigni         |
|    | Italia (bandiera) | C     | Fabio Simonetti        |
|    | Italia (bandiera) | A     | Gianni Testa           |
|    | Italia (bandiera) | D     | Marco Zaffaroni        |

## Risultati

### Serie C2

#### Girone d'andata
| Arbitro: | N. Ayroldi (Molfetta) |

|                      |           |  |
| Tamagnini 66’ (rig.) | Marcatori |  |

| Arbitro: | Miotto (Trento) |

|  |           |                    |
|  | Marcatori | 50’ Folli 88’ Gori |

| Arbitro: | Galigani (Perugia) |

|                               |           |  |
| Zola 54’ Preti 72’ Albeni 80’ | Marcatori |  |

| Legnano 24 settembre 1995 4ª giornata | Legnano        | 0 – 0 | Torres | Stadio Giovanni Mari\| Arbitro: \| Borelli (Roma) \| |
| Arbitro:                              | Borelli (Roma) |       |        |                                                      |

| Arbitro: | Rotondi (Piombino) |

|               |           |  |
| Zaffaroni 76’ | Marcatori |  |

| Arbitro: | Bianchi (Prato) |

|             |           |  |
| Tubaldo 14’ | Marcatori |  |

| Arbitro: | Cavuoti (Vasto) |

|          |           |                        |
| Mura 82’ | Marcatori | 57’ (rig.) Passariello |

| Arbitro: | Papini (Perugia) |

|                   |           |               |
| Pupita 55’ (rig.) | Marcatori | 65’ Dall'Orso |

| Arbitro: | Maselli (Lucca) |

|                                                |           |  |
| Colitti 11’, 52’ A. Ferrari 36’ Pau 85’ (rig.) | Marcatori |  |

| Arbitro: | D'Agostini (Frosinone) |

|                |           |  |
| De Ambrogi 16’ | Marcatori |  |

| Arbitro: | Di Gaspare (San Benedetto del Tronto) |

|                           |           |  |
| Zanini 15’ G. Ferrari 65’ | Marcatori |  |

| Arbitro: | Sammarini (Ciampino) |

|  |           |             |
|  | Marcatori | 12’ Rossini |

| Arbitro: | Verrucci (Fermo) |

|              |           |  |
| Bonavita 51’ | Marcatori |  |

| Legnano 10 dicembre 1995 14ª giornata | Legnano               | 0 – 0 | Novara | Stadio Giovanni Mari\| Arbitro: \| Linfatici (Viareggio) \| |
| Arbitro:                              | Linfatici (Viareggio) |       |        |                                                             |

| Arbitro: | Raccichini (Voghera) |

|                           |           |                             |
| Malgeri 42’ Malaccari 61’ | Marcatori | 8’ De Ambrogi 80’ Menegatti |

| Arbitro: | Gabriele (Frosinone) |

|               |           |  |
| Menegatti 73’ | Marcatori |  |

| Crema 7 gennaio 1996 17ª giornata | Cremapergo                  | 0 – 0 | Legnano | Stadio Giuseppe Voltini\| Arbitro: \| Ingenito (Nocera Inferiore) \| |
| Arbitro:                          | Ingenito (Nocera Inferiore) |       |         |                                                                      |

#### Girone di ritorno
| Arbitro: | Bazzi (Modena) |

|                         |           |                    |
| Marri 40’ Menegatti 44’ | Marcatori | 51’, 90’ Tamagnini |

| Arbitro: | Bianco (Mestre) |

|               |           |               |
| Vicentini 13’ | Marcatori | 31’ Cominetti |

| Arbitro: | Acronzio (Teramo) |

|           |           |           |
| Cozzi 85’ | Marcatori | 40’ Preti |

| Arbitro: | Perissinotto (Venezia) |

|               |           |                             |
| Pani 19’, 25’ | Marcatori | 21’ Cominetti 45’ Zaffaroni |

| Arbitro: | V. Esposito (Venezia) |

|                          |           |  |
| Molino 33’ Di Nicola 80’ | Marcatori |  |

| Arbitro: | Bertini (Arezzo) |

|  |           |                     |
|  | Marcatori | 90’ (rig.) Ferretti |

| Arbitro: | Rotondi (Piombino) |

|           |           |                      |
| Brevi 90’ | Marcatori | 48’ (rig.) Menegatti |

| Arbitro: | Baglioni (Prato) |

|           |           |            |
| Testa 83’ | Marcatori | 72’ Artico |

| Arbitro: | D'Agostini (Frosinone) |

|  |           |           |
|  | Marcatori | 17’ Pinna |

| Arbitro: | Innocente (Udine) |

|              |           |                    |
| Barbieri 62’ | Marcatori | 35’ Testa 58’ Raza |

| Arbitro: | Borelli (Roma) |

|  |           |                             |
|  | Marcatori | 43’ Bertoni 48’ Castellazzi |

| Arbitro: | Campofiorito (Chiavari) |

|                   |           |           |
| Gorini 49’ (rig.) | Marcatori | 56’ Testa |

| Arbitro: | Malatesta (Terni) |

|               |           |          |
| Testa 1’, 34’ | Marcatori | 51’ Elia |

| Arbitro: | Zaltron (Bassano del Grappa) |

|                |           |  |
| Borgobello 34’ | Marcatori |  |

| Arbitro: | Ortu (Cagliari) |

|                    |           |  |
| Zaffaroni 23’, 42’ | Marcatori |  |

| Arbitro: | Cicoianni (Ascoli Piceno) |

|              |           |  |
| Bellotto 82’ | Marcatori |  |

| Arbitro: | Di Cicco (Albano) |

|                                     |           |  |
| Prandelli 59’ (aut.) De Ambrogi 81’ | Marcatori |  |

#### Play-out
| Legnano 9 giugno 1996 Andata | Legnano           | 0 – 0 | Cremapergo | Stadio Giovanni Mari\| Arbitro: \| Guiducci (Arezzo) \| |
| Arbitro:                     | Guiducci (Arezzo) |       |            |                                                         |

| Arbitro: | Baglioni (Prato) |

|          |           |  |
| Oliva 4’ | Marcatori |  |

### Coppa Italia Serie C

#### Primo turno eliminatorio
| Legnano 20 agosto 1995 Andata       | Legnano   | 0 – 0 | Saronno | Stadio Giovanni Mari |
| \| \| \| \| \| \| Marcatori \| . \| |           |       |         |                      |
|                                     |           |       |         |                      |
|                                     | Marcatori | .     |         |                      |

| Saronno 30 agosto 1995 Ritorno      | Saronno   | 3 – 1 | Legnano | Stadio Colombo-Gianetti |
| \| \| \| \| \| \| Marcatori \| . \| |           |       |         |                         |
|                                     |           |       |         |                         |
|                                     | Marcatori | .     |         |                         |

## Statistiche

### Statistiche di squadra
| Competizione | Punti | Totale | Totale | Totale | Totale | Totale | Totale | DR  |
| Competizione | Punti | G      | V      | N      | P      | Gf     | Gs     | DR  |
| ------------ | ----- | ------ | ------ | ------ | ------ | ------ | ------ | --- |
| Serie C2     | 34    | 34     | 7      | 13     | 14     | 24     | 38     | -14 |

### Statistiche dei giocatori
| Giocatore     | Serie C2 | Serie C2 |
| Giocatore     | Presenze | Reti     |
| ------------- | -------- | -------- |
| G. Bestetti   | 23       | 0        |
| F. Bresciani  | 10       | 0        |
| S. Cominetti  | 21       | 2        |
| A. Cozzi      | 24       | 1        |
| V. Cuccunato  | 34       | 0        |
| G. Cusatis    | 26       | 0        |
| G. Dall'Orso  | 27       | 1        |
| M. De Ambrogi | 29       | 3        |
| R.A. Divella  | 20       | 0        |
| B. Foglio     | 9        | 0        |
| R. Marri      | 17       | 1        |
| R. Maurino    | 20       | 0        |
| M. Menegatti  | 32       | 4        |
| M. Molena     | 3        | 0        |
| F. Mura       | 18       | 1        |
| A. Oldani     | 16       | 0        |
| G. Pilato     | 14       | 0        |
| U. Raza       | 30       | 1        |
| M. Salvigni   | 16       | 0        |
| F. Simonetti  | 1        | 0        |
| G. Testa      | 33       | 5        |
| M. Zaffaroni  | 32       | 4        |